# Louis IX của Pháp
Louis IX, hay Thánh Lu-y (25 tháng 4 năm 1215 – 25 tháng 8 năm 1270), là vị vua đã trị vì Pháp từ năm 1226 tới khi qua đời. Louis cũng là Bá tước của Artois (như Louis II) từ năm 1226 đến năm 1237. Sinh ra tại Poissy, gần Paris, ông là một thành viên nhà Capet và là con trai của Louis VIII và Blanche của Castile. Ông là vị vua duy nhất của nước Pháp được phong thánh và vì thế nên có nhiều địa điểm được đặt theo tên của Thánh Louis, tiêu biểu là Saint Louis, Missouri ở Hoa Kỳ. Louis IX cũng là vị vua thiết lập Pháp viện tối cao Paris.
Louis lên ngôi vua tại Reims ở tuổi 12, sau cái chết của cha mình Louis VIII, mặc dù mẹ của ông Blanche của Castile cai trị vương quốc cho đến khi ông đến tuổi trưởng thành. Trong thời gian vua Louis IX trưởng thành, bà Blanche đã giúp giải quyết những cuộc phản đối các chư hầu nổi loạn và chấm dứt cuộc thập tự chinh Albigensian bắt đầu từ 20 năm trước đó.
Khi lên ngôi vua, đức Louis IX phải đổi mặt với một số cuộc nổi dậy từ những quý tộc mạnh trong vùng, ví dụ như Hugh X từ Lusignan và Peter từ Dreux. Cùng lúc đó, vua Henry III từ nước Anh đang có ý định lấy lại những vùng đất thuộc địa, nhưng sau đó bị thua ở trận Taillebourg. Triều đại của Louis đã sáp nhập được các vùng như Normandy, Maine và Provence.

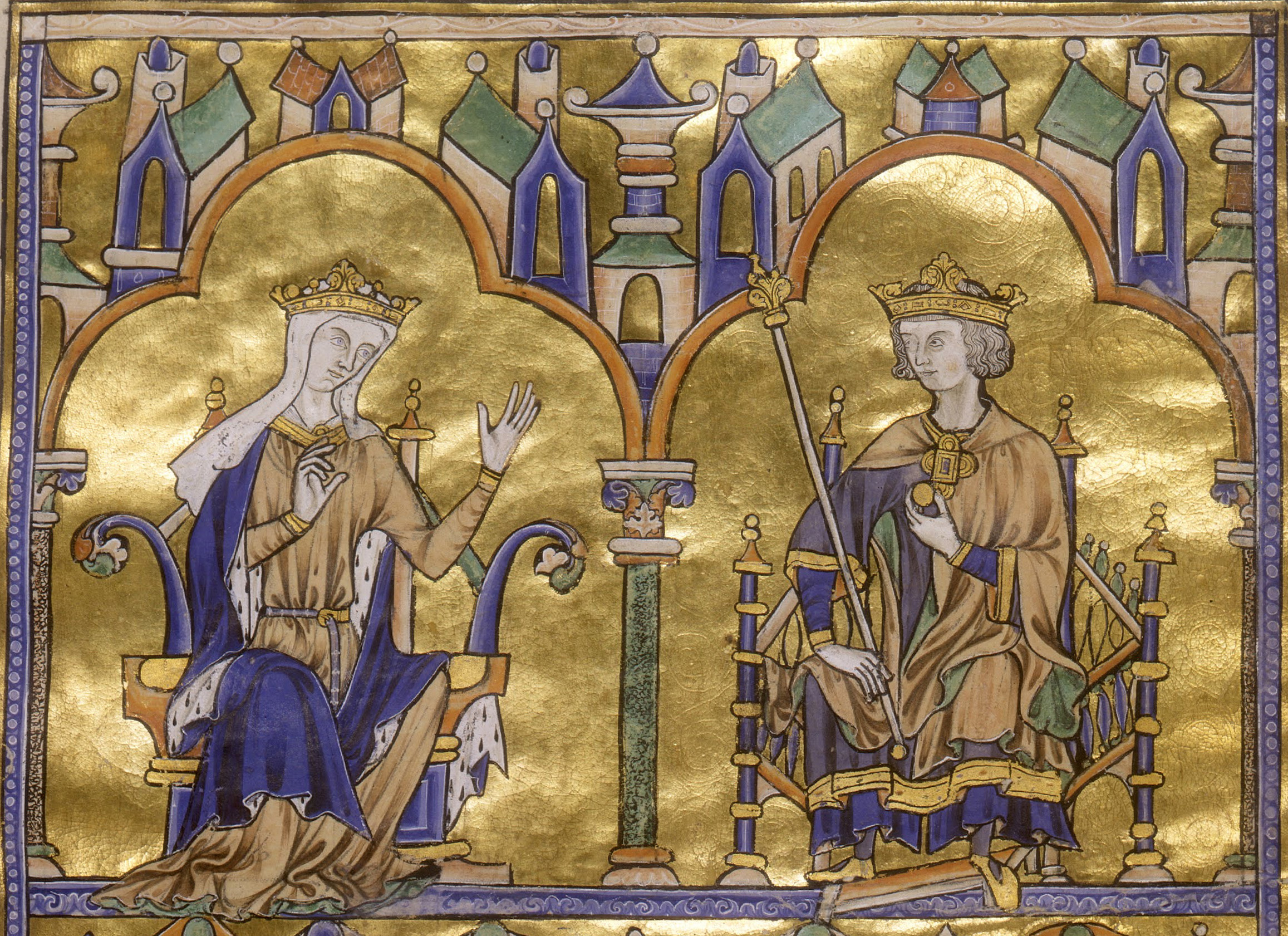
Louis IX và mẹ ông, Blanca de Castilla, Vương hậu Pháp. Hai mẹ con rất yêu quý nhau và mẹ ông đã giáo dục ông trở thành một vị vua anh minh, chính trực.

Vua Louis IX là vị vua lập ra và cải cách, phát triển tòa án tối cao Pháp; mà ở đó ông đóng vai trò là vị thẩm phán tối cao mà bất cứ ai cũng có thể kháng cáo với nhà vua. Nhà vua ngăn chặn chiến tranh nội bộ làm tổn hại đến đất nước và ban bố quyền kháng án khi có tố tụng. Để thực thi hệ thống lập pháp này, nhà vua thành lập và trao quyền cho thị trưởng và chấp hành viên.
Theo như lời thề nguyện của nhà Vua Louis IX sau khi thoát khỏi một căn bệnh trầm trọng rằng, ông đã được cứu chữa từ phép mầu của Chúa, nhà vua đã tham gia vào cuộc thập tự chinh VII và VIII, sau đó ông chết bởi căn bệnh kiết lỵ trong cuộc thập tự chinh VIII. Nối ngôi ông là vua Phillip III, con trai thứ của mình.

## Tuổi thơ
Louis được sinh ra vào ngày 25 tháng 4 năm 1214 tại Poissy, gần Paris, là con trai của Hoàng tử Louis Sư tử và công chúa Blanche, và được rửa tội trong nhà thờ La Collegiale Notre-Dame. Ông nội của ông là vua Philip II của nước Pháp; trong khi ông ngoại phía mẹ là Alfonso VIII, vua của Castile. Những vị thầy dạy vua Louis IX được mẹ ông là bà Blanche lựa chọn, đã dạy ông hầu hết những gì một vị vua phải biết gồm ký tự Latinh, diễn thuyết trước công chúng, viết, nghệ thuật quân sự, và chính phủ. [2] Khi nhà vua được 9 tuổi, ông nội Philip II qua đời và cha của ông là Louis VIII lên ngôi. [ 3] Khi vua Louis được mười hai tuổi,cha ông qua đời vào ngày 08 tháng 11 năm 1226. Ông đã được trao vương miện vua trong tháng tại nhà thờ Reims. Bởi lúc đó Louis IX còn nhỏ, nên mẹ ông đã giúp ông cai trị đất nước cho đến khi trưởng thành.
Mẹ của vua đã đào tạo ông thành một nhà quân sự đại tài, cũng như là một con chiên ngoan đạo. Bà từng nói:
"Mẹ yêu con, con yêu, nhiều như một người mẹ yêu đứa con ngoan của mình; nhưng mẹ thà nhìn con chết dưới chân mình, còn hơn là nhìn con phạm tội lỗi"
Chưa có thông tin cụ thể nào vào ngày chính thức vua Louis IX cai trị đất nước. Những người cùng thời cho rằng triều đại của ông được cai trị bởi nhà vua và mẹ ông; tuy nhiên các nhà sử học cho rằng nhà vua bắt đầu hoàn toàn cai trị vương quốc vào năm 1234, và mẹ ông đứng vị trí là người cố vấn cho ông. Bà có ảnh hưởng rất nhiều tới nhà vua tới khi bà qua đời vào năm 1254.

## Thành hôn
Vào ngày 27 tháng 5 năm 1234, vua Louis IX làm lễ cưới với Marguerite của Provence (1221- tháng 12 năm 1295), mà em gái của bà là Eleanor sau đó thành hôn với vua Henry III của nước Anh. Sự sùng kính của hoàng hậu Marguerite với đạo đã giúp bà trở thành một bà hoàng rất phù hợp với nhà vua. Nhà vua rất hài lòng với hoàng hậu, thường đưa bà theo mỗi lần xuất hiện trước công chúng ở Paris. Nhà vua và hoàng hậu thường cưỡi ngựa, đọc sách và nghe nhạc cùng nhau. Việc này khiến mẹ ông cảm thấy không thoải mái.

## Thập tự chinh
Khi Louis được 15 tuổi, mẹ ông đặt dấu chấm hết cho cuộc chiến Albegensian vào năm 1229 sau khi ký một bản thỏa ước với Raymond VII of Toulouse nhằm xóa tội cho đức cha về việc làm sai trái. Raymond VII of Toulouse bị cho rằng đã giết hại một thầy truyền giáo nhằm cải đạo Cathars
Louis tham gia 2 cuộc thập tự chinh, vào năm 1248 (Cuộc thập tự chinh số 07) và năm 1270 (Cuộc thập tự chinh số 08)

### Cuộc thập tự chinh thứ VII
Năm 1248, Louis quyết định rằng nghĩa vụ của mình như là một người con của Giáo hội vượt trên cả ngai vàng ông đang nắm giữ, và ông để lại vương quốc của mình để dấn thân vào cuộc phiêu lưu kéo dài sáu năm. Kể từ khi đầu não của Hồi giáo chuyển sang Ai Cập, Louis thậm chí không thể tiến vào Đất Thánh; bởi vậy bất kỳ cuộc chiến tranh chống lại Hồi giáo tại thời điểm này rất phù hợp với định nghĩa của một cuộc thập tự chinh. [12]
Louis và những người theo ông đã đến Ai Cập ngày 05 Tháng 6 năm 1249 và bắt đầu cuộc thập tự chinh đầu tiên của mình với việc bắt giữ nhanh chóng của các cảng Damietta. [12] [13] Cuộc tấn công này gây ra một số xáo trộn trong đế chế Hồi giáo Ayyubid, đặc biệt là với kẻ cầm quyền lúc đó là As-Salih Ayyub, đang lúc lâm chung. Tuy nhiên, cuộc hành quân từ Damietta hướng Cairo qua đồng bằng sông Nile diễn ra rất chậm. Sông Nile đang mùa dâng nước và cái nóng mùa hè đã làm cho đội quân Louis không thể đi nhanh được. [14] Trong thời gian này, vua Ayyubid qua đời, và vợ của vua là Shajar al-Durr phát động và chiếm quyền lãnh đạo quân đội Ai Cập Mamluks. Vào ngày 06 tháng 4 năm 1250, Louis thua trận tại Al-Mansurah [15] và đã bị bắt bởi người Ai Cập. Việc phóng thích ông cuối cùng đã được đàm phán để đổi lấy một khoản tiền chuộc là 400.000 Livres tournois (tại thời điểm đó, quốc khố thu hàng năm của Pháp chỉ khoảng 1.250.000 Livres tournois) và rút quyền lực khỏi thành phố Damietta. [16]
Louis IX đã bị bắt làm tù binh trong trận Fariskur, trong cuộc thập tự chinh số 07 này (Gustave Doré).
Sau khi được thả khỏi Ai Cập, Louis đã dành 4 năm tại các vương quốc Latin của Acre, Caesarea, và Jaffa, sử dụng tài sản của mình để hỗ trợ các quân thập tự xây dựng lại tuyến phòng thủ của họ [17] và tiến hành ngoại giao với các cường quốc Hồi giáo như Syria và Ai Cập. Vào mùa xuân năm 1254, ông và quân đội của ông trở về Pháp. [12]
Louis đã trao đổi nhiều thư từ và sứ giả với Mông Cổ trong thời kỳ này. Trong cuộc thập tự chinh đầu tiên của mình năm 1248, Louis đã được tiếp cận bởi các sứ giả của Eljigidei, chỉ huy quân đội Mông Cổ đóng tại Armenia và Ba Tư. [18] Eljigidei cho rằng vua Louis nên đóng chốt ở Ai Cập, trong khi Eljigidei tấn công Baghdad, để ngăn chặn các Saracens của Ai Cập và những người Syria từ các lực lượng tham gia. Louis gửi André de Longjumeau, một linh mục xứ Dominica, như một sứ giả đến gặp đại hãn Quý Do (r. 1246-1248) ở Mông Cổ. Quý Do chết trước khi sứ giả đến, và không có gì cụ thể xảy ra sau đó. Hoàng hậu của Quý Do hãn lúc đó là Oghul Qaimish, lịch sự từ chối lời đề nghị ngoại giao. [19]
Louis cử phái viên khác đển Mông Cổ, Phanxicô William của Rubruck, người đã đến thăm tân Đại hãn Mông Kha (1251-1259) ở Mông Cổ. Ông đã dành nhiều năm làm việc tại các lán trại của người Mông Cổ. Năm 1259, Berke, người cai trị của Golden Horde, một phần phía tây của đế quốc Mông Cổ, yêu cầu giao nộp Louis. [20] Ngược lại, Đại hãn Mông Kha và em trai Hốt Tật Liệt đã gửi một lá thư tìm kiếm sự trợ giúp quân sự từ vua của nước Pháp nhưng bức thư đã không đến được nơi cần đến. [21]

## Tôn kính
Vào năm 1297, Giáo hoàng Bonifacius VIII tuyên hiển thánh cho Vua Louis IX, đưa ông trở thành quốc vương Pháp đầu tiên cũng như duy nhất được tuyên hiển thánh. Ông thường được coi là hình mẫu lý tưởng của một vị quân chủ Kitô giáo.
Dòng Nữ Tử Bác Ái Thánh Lu-y, thành lập năm 1803 tại Vannes, Pháp, là một dòng tu Công giáo được đặt theo tên của vua Louis XI. Một dòng tu khác, Dòng Nữ Tử Thánh Lu-y, thì được thành lập vào năm 1842 tại Juilly, Pháp.
Ông được suy tôn làm thánh quan thầy của Dòng Ba Phan Sinh. Truyền thống của Dòng cho rằng Vua Louis XI từng sinh hoạt trong Dòng. Sau khi đăng quang làm Vua nước Pháp, Nhà vua đều mời hơn một trăm người nghèo khó tới dinh thự mình để dùng bữa vào các ngày thường, và đích thân Nhà vua múc đồ ăn cho họ. Các việc bác ái cùng việc đạo đức rất sốt sắng mà Nhà vua thường làm đã làm dấy lên một đồn đoán cho rằng Nhà vua là thành viên của Dòng Ba Phan Sinh, mặc dù không có bằng chứng nào cho rằng Nhà vua từng gia nhập Dòng.
Giáo hội Công giáo cùng Giáo hội Giám nhiệm mừng kính Vua thánh Lu-y hằng năm vào ngày 25 tháng 8.